# Liste der Monuments historiques in Massingy-lès-Semur
Die Liste der Monuments historiques in Massingy-lès-Semur führt die Monuments historiques in der französischen Gemeinde Massingy-lès-Semur auf.

## Liste der Objekte
| Bezeichnung                  | Beschreibung                                                  | Standort                                | Kennzeichnung | Schutzstatus | Datum | Bild |
| ---------------------------- | ------------------------------------------------------------- | --------------------------------------- | ------------- | ------------ | ----- | ---- |
| Relief Petrus                | Kalkstein, 14. Jahrhundert                                    | in der Kirche St-Pierre-ès-Liens (Lage) | PM21001442    | Classé       | 1967  |      |
| Skulptur Johannes der Täufer | Kalkstein, farbig gefasst, 16. Jahrhundert                    | in der Kirche St-Pierre-ès-Liens (Lage) | PM21001443    | Classé       | 1967  |      |
| Skulptur Heilige Barbara     | Kalkstein, farbig gefasst, zweite Hälfte des 15. Jahrhunderts | in der Kirche St-Pierre-ès-Liens (Lage) | PM21001444    | Classé       | 1972  |      |
| Weihrauchfass                | Bronze, versilbert, ohne Datierung                            | in der Kirche St-Pierre-ès-Liens (Lage) | PM21003050    | Classé       | 1999  |      |